# Síntese de nitrila de Kolbe
A síntese de nitrila de Kolbe é um método para a preparação de nitrilas de alquilas por reação do correspondente haleto de alquila com um cianeto metálico. Um produto secundário para esta reação é a formação de uma isonitrila porque o íon cianeto é um nucleófilo ambidente e de acordo com a regra de Kornblum é capaz de reagir com carbono ou nitrogênio. A reação é nomeada devido a Hermann Kolbe.
A proporção em que formam-se ambos os isômeros depende do solvente e do mecanismo de reação. Com a aplicação de cianetos alcalinos tais como cianeto de sódio e solventes polares o tipo de reação é uma reação SN2 pelo qual o haleto de alquilo é atacado pelo átomo de carbono mais nucleofílico do íon cianeto. Esse tipo de reação junto com dimetilsulfóxido como um solvente é um conveniente método para a síntese de nitrilas. O uso de DMSO foi um grande avanço no desenvolvimento desta reação, como funciona impedindo estericamente  mais para eletrófilos (haletos secundários e de neopentilo) sem reações laterais de rearranjo.